# Pyrisitia nise
Pyrisitia nise é uma borboleta da família Pieridae. É encontrada desde a Argentina até à costa do Texas e em todo o centro e sul da Flórida, até ao norte no Vale do Tennessee. O habitat natural consiste em locais com arbustos em margens de florestas.
As larvas alimentam-se de Mimosa pudica.

## Subespécies
As seguintes subespécies são reconhecidas:
- P. n. nise (Jamaica)
- P. n. stygma (Boisduval, 1836) (Peru, Equador)
- P. n. tenella (Boisduval, 1836) (Brasil: Rio de Janeiro, Argentina, Paraguai)
- P. n. larae (Herrich-Schäffer, 1862) (Cuba)
- P. n. nelphe (R. Felder, 1869) (México, Panamá)
- P. n. floscula (Semanas, 1901) (Bolívia, Argentina, Peru)